# Liste der Monuments historiques in Thierville-sur-Meuse
Die Liste der Monuments historiques in Thierville-sur-Meuse führt die Monuments historiques in der französischen Gemeinde Thierville-sur-Meuse auf.

## Liste der Objekte
| Bezeichnung     | Beschreibung                | Standort                      | Kennzeichnung | Schutzstatus | Datum | Bild |
| --------------- | --------------------------- | ----------------------------- | ------------- | ------------ | ----- | ---- |
| 61 Kirchenbänke | Eichenholz, bezeichnet 1768 | in der Kirche St-Brice (Lage) | PM55002656    | Inscrit      | 2007  |      |